# Josyp Pozyczaniuk
Josyp Pozyczaniuk ps. Szabliuk, Szuhaj, Jewszan, Stożar, Ustym, Czubenko, Rubajhada (ur. 25 marca 1911 we wsi Dasziw koło Łypowca, zg. 21 grudnia 1944 koło wsi Juszkiwci koło Chodorowa) – ukraiński polityk i działacz wojskowy, pisarz, publicysta, dziennikarz. 

## Życiorys
Ukończył studia na wydziale literatury instytutu pedagogicznego w Nieżynie, w 1939 został skierowany przez Komsomoł do pracy we Lwowie, był członkiem Komitetu Centralnego Komsomołu USRR, odpowiedzialnym za sprawy organizacyjne.
We Lwowie wstąpił tam do Organizacji Ukraińskich Nacjonalistów. W 1941 był członkiem grupy marszowej dowodzonej przez Dmytra Myrona, która miała ogłosić Akt odnowienia Państwa Ukraińskiego w Kijowie (został aresztowany przez Niemców w Kijowie wraz z większością tej grupy). Był więziony we Lwowie i Krakowie, następnie został wysłany do pracy przymusowej w Niemczech.
Uciekł i wstąpił do Ukraińskiej Powstańczej Armii. W latach 1943–1944 był organizatorem pododdziałów UPA w centralnej Ukrainie. Od jesieni 1943 był zastępcą dowódcy UPA ds. politycznych.
Był jednym z twórców Ukraińskiej Głównej Rady Wyzwoleńczej (UHWR) w lipcu 1944, 15 lipca 1944 został wybrany członkiem Prezydium UHWR i szefem ośrodka informacji i propagandy UHWR.
Był redaktorem wielu wydawnictw OUN, w tym gazet „Za samostijnu Ukrajinu”, „Za Ukrajinśku Derżawu”, jak również autorem wielu nowel.
Zginął w czasie walki z oddziałem NKWD, udając się na spotkanie z Romanem Szuchewyczem.